# Carambola

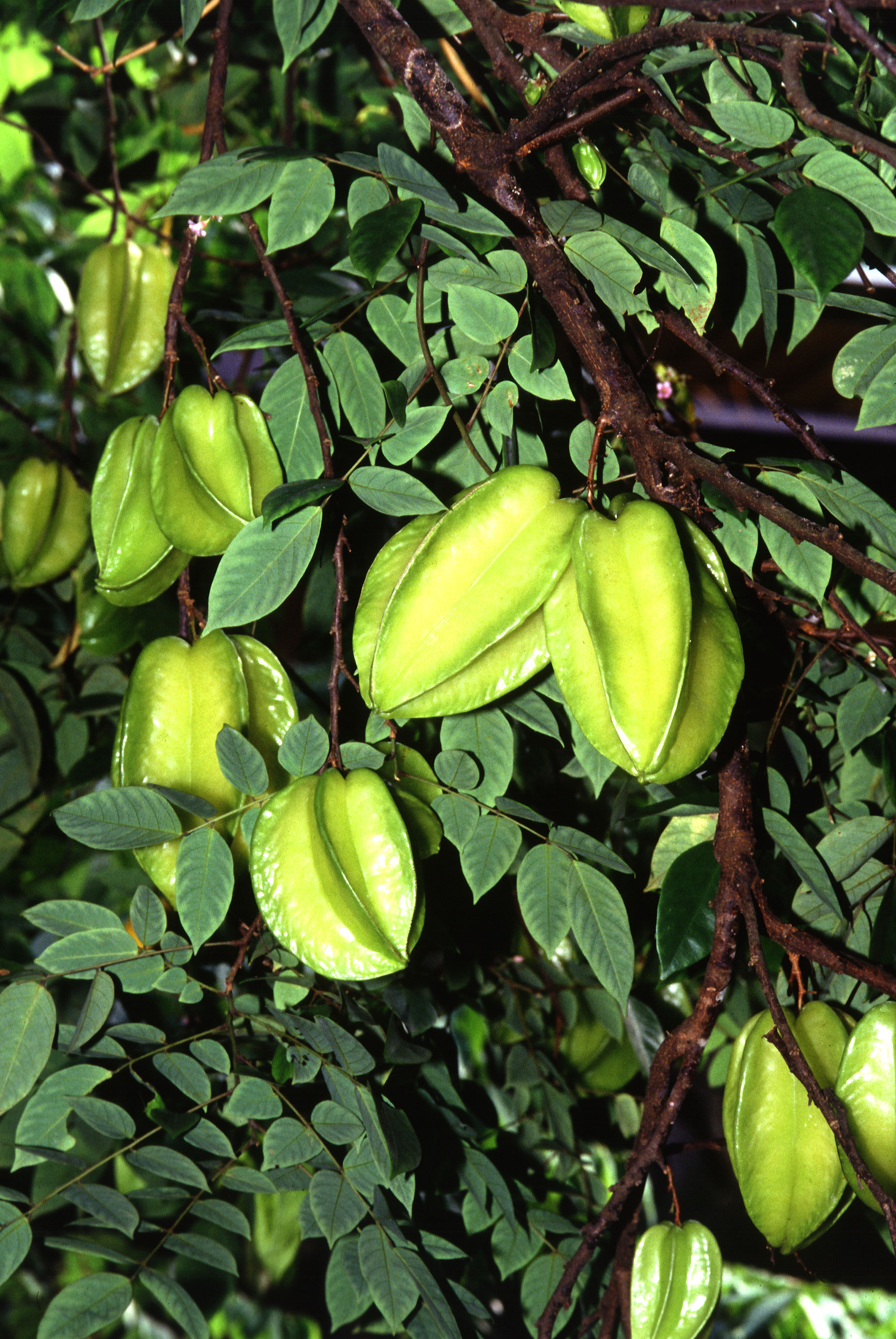
Carambolas verdes na árvore

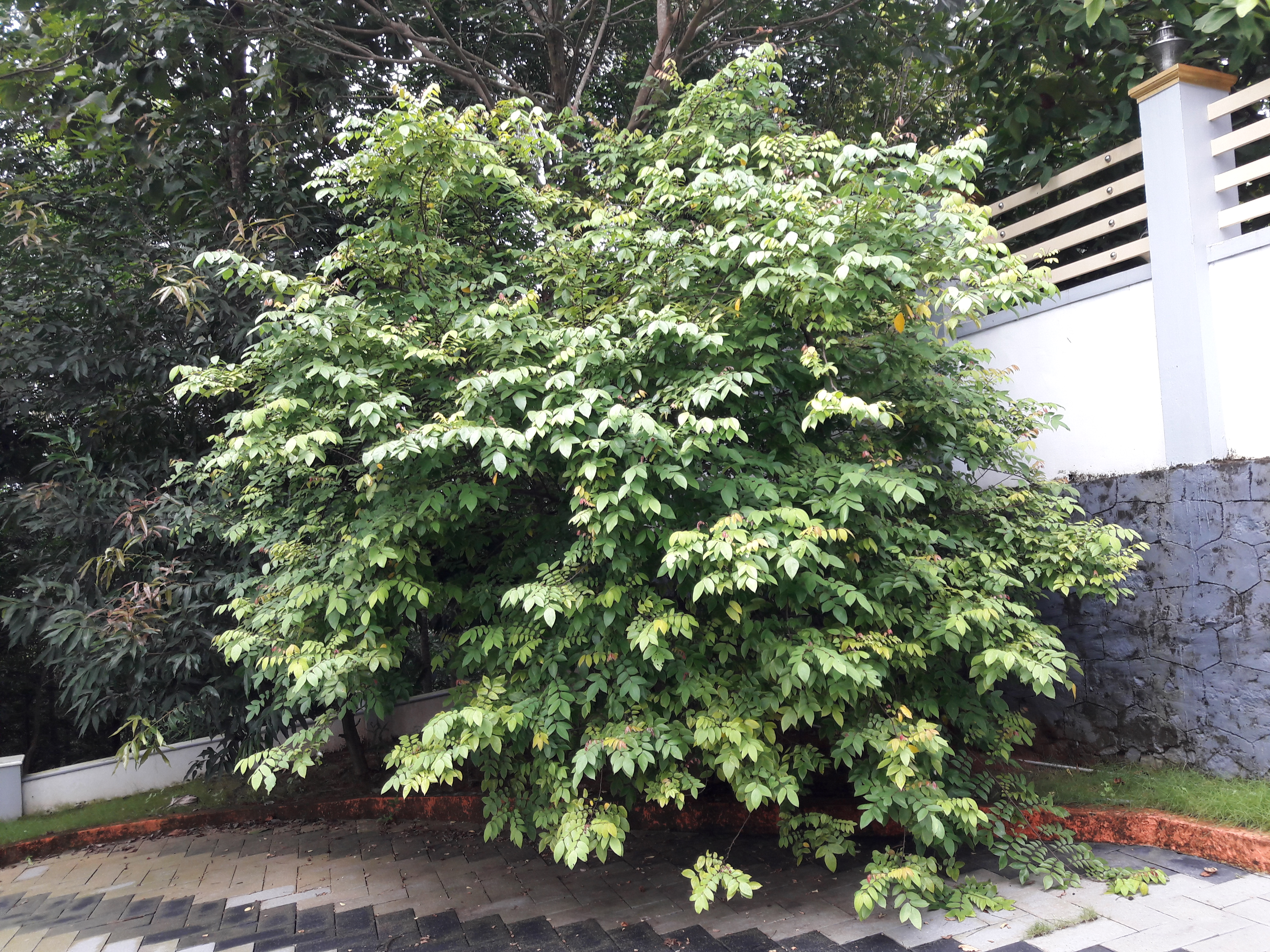
Carambola antes da poda

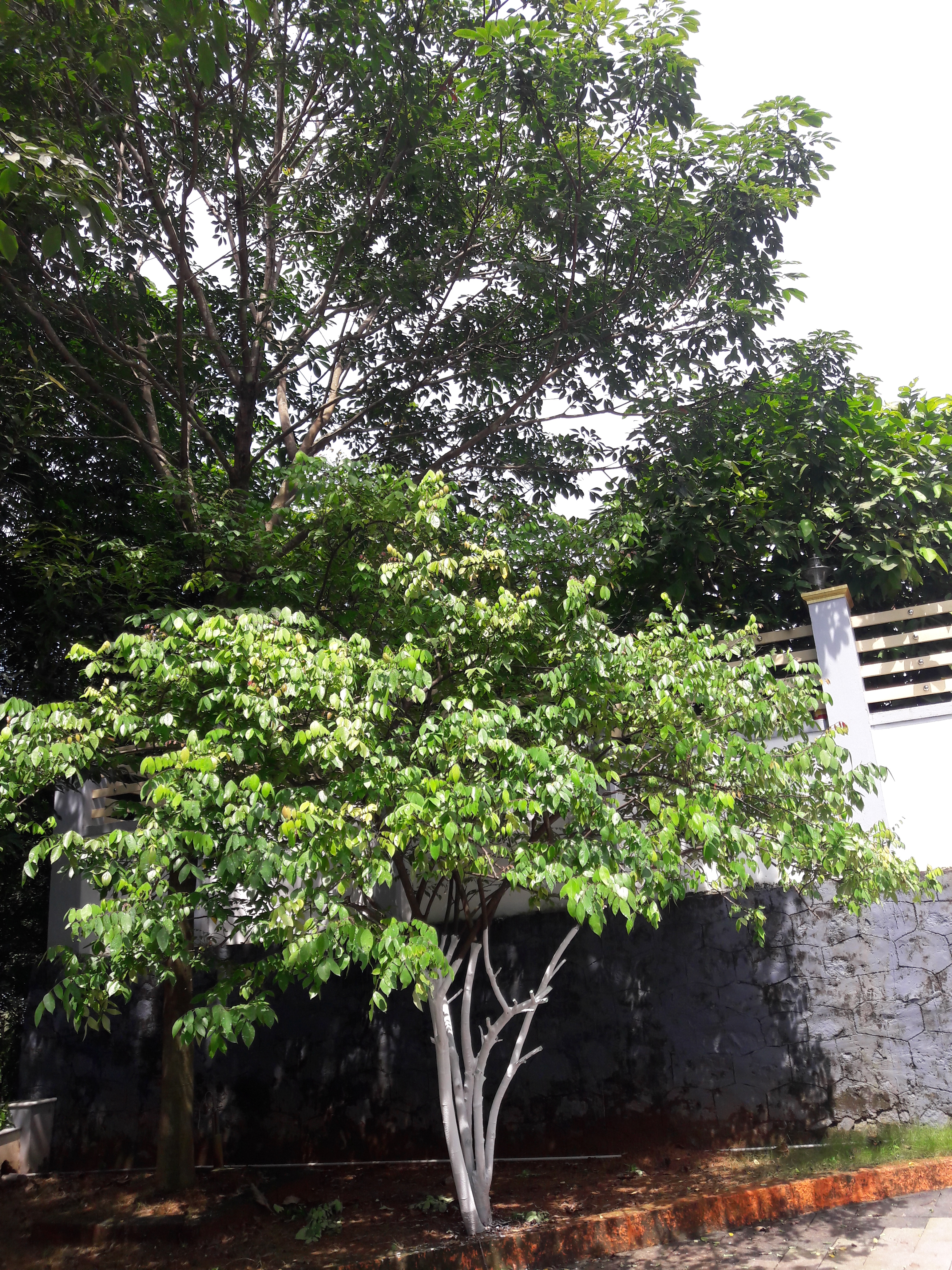
Carambola depois da poda

Carambola, também conhecida como fruta-estrela, é o fruto da Averrhoa carambola, uma espécie de árvore nativa do Sudeste Asiático tropical. A fruta comestível tem cristas distintas descendo pelos lados (geralmente 5–6). Quando cortada em seção transversal, assemelha-se a uma estrela, dando-lhe o nome de fruta-estrela. A fruta inteira é comestível, geralmente crua, e pode ser cozida ou transformada em condimentos, conservas, enfeites e sucos. É comumente consumido no Sudeste Asiático, Sul da Ásia, Pacífico Sul, Micronésia, partes do Leste Asiático, Estados Unidos, partes da América Latina e Caribe. A árvore é cultivada em todas as áreas tropicais do mundo.
As frutas da carambola contêm ácido oxálico e a neurotoxina caramboxina. Consumir grandes quantidades da fruta, especialmente para indivíduos com alguns tipos de doença renal, pode resultar em sérios efeitos adversos à saúde.

## Origens e distribuição

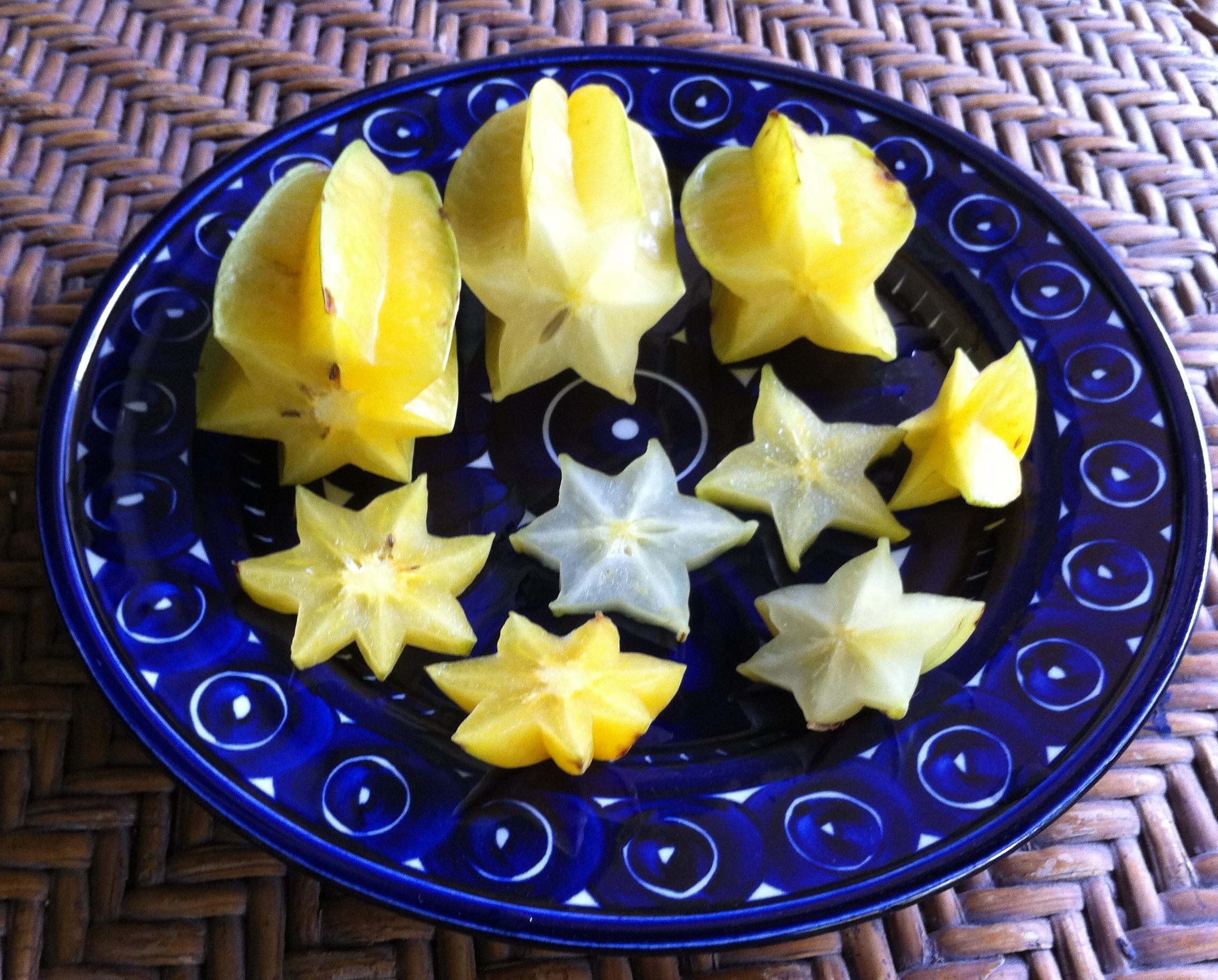
Carambolas fatiadas com sete, seis e os habituais cinco pontos

O centro de diversidade e distribuição original da Averrhoa carambola é o sudeste asiático tropical, onde tem sido cultivada ao longo dos séculos. Foi introduzido no subcontinente indiano e no Sri Lanka por comerciantes austronésios, juntamente com antigos cultivos austronésios como cocos, langsat, noni e santol. Eles permanecem comuns nessas áreas e no leste da Ásia e em toda a Oceania e nas Ilhas do Pacífico. Eles são cultivados comercialmente na Índia, sudeste da Ásia, sul da China, Taiwan e sul dos Estados Unidos. Eles também são cultivados na América Central, América do Sul e no estado americano do Havaí, no Caribe e em partes da África. São cultivados como plantas ornamentais. A carambola é considerada em risco de se tornar uma espécie invasora em muitas regiões do mundo.

## Características
De sabor agridoce, com coloração variando do verde ao amarelo, dependendo do grau de maturação, rica em sais minerais (cálcio, fósforo e ferro) e contendo vitaminas A, C e do complexo B, a carambola é considerada uma fruta febrífuga (que serve para combater a febre), antiescorbútica (que serve para curar a doença escorbuto - carência de vitamina C, e que se caracteriza pela tendência a hemorragias) e, devido à grande quantidade de ácido oxálico, estimulador do apetite. Seu suco pode ser usado para tirar manchas de ferro, de tintas e ainda limpar metais. Sua casca é utilizada como antidisentérico, por possuir alto teor de tanino - cujo poder adstringente pode prender o intestino.

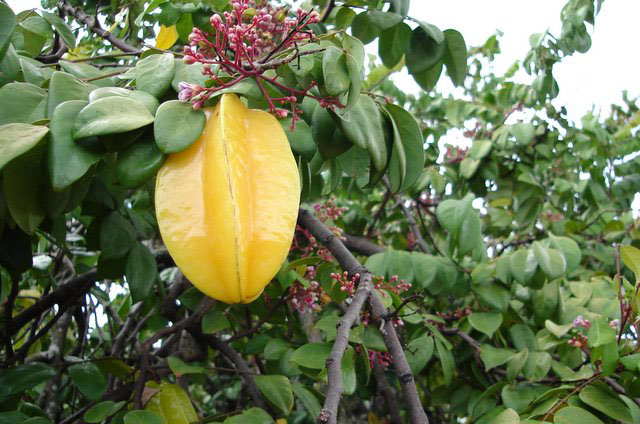
Averrhoa carambola

É considerada uma fruta de quintal, pois seu cultivo não é feito em escala, sendo produzida essencialmente em sítios, quintais, granjas e pomares de fazendas.  Começa a produzir frutos em torno de quatro anos de existência, dando em média duzentos frutos, podendo durar de cinquenta a setenta anos. A fruta parece uma estrela quando cortada e tem cinco gomos.
Pode ser consumida ao natural ou no preparo de geleias, caldas, sucos e conservas. Cortada em fatias e deixada no fogo brando com açúcar, fica quase da mesma consistência e sabor do doce de ameixa-preta. Na Índia e na China são bastante consumidas como sobremesa, assim como as flores e os frutos verdes, que são utilizados nas saladas.
Pessoas portadoras de insuficiência renal crônica não podem comer carambola, pois esta fruta possui uma toxina natural, a caramboxina, que não é filtrada pelos rins destas pessoas, ficando retida no organismo e atingindo o cérebro, podendo induzir crises de soluços, vômito, confusão mental, agitação psicomotora, convulsões prolongadas (estado de mal epiléptico), coma e levar inclusive, à morte. Portadores de diabetes devem consultar o médico antes de comer, pois podem sofrer de insuficiência renal e não saber. Pessoas com problemas renais devem evitar o abuso no consumo da carambola. Isso porque seu teor de ácido oxálico pode eventualmente produzir cálculos renais em indivíduos mais sensíveis.